# Sầu đâu
Sầu đâu hay còn có các tên gọi khác là sầu đông, xoan sầu đâu, xoan ăn gỏi, xoan trắng, xoan chịu hạn, xoan Ấn Độ (danh pháp hai phần: Azadirachta indica) là một cây thuộc họ Meliaceae. Loài này được A.Juss. miêu tả khoa học đầu tiên năm 1830. Đây là một trong hai loài thuộc chi Azadirachta, và sống ở các quốc gia như Bangladesh, Ấn Độ, Myanmar, và Pakistan, tại các khu vực nhiệt đới và bán nhiệt đới.

## Tên gọi
Cây sầu đâu theo tên gọi của các ngôn ngữ khác: Neem tree (tiếng Anh), Azad Dirakht (tiếng Ba Tư), DogonYaro (tiếng Nigeria), Margosa, Neeb (tiếng Ả Rập), Nimtree, Nimba (tiếng Phạn), Vepu, Vempu, Vepa (Telugu), Bevu Kannada, Veppam (Tamil), ở Đông Phi, cây này được gọi là Mwarobaini (Kiswahili), có nghĩa là cây 40; vì người ta cho rằng cây này có thể dùng làm thuốc trị được 40 bệnh khác nhau.

## Đặc điểm
Cây này lớn nhanh, có thể đạt chiều cao 15–19 m, hiếm khi cao 35–40 m. Đây là cây thường xanh nhưng gặp khi hạn hán thì cây có thể rụng hết lá. Nhánh cây tỏa rộng có tán rậm hơi tròn hoặc ô van và có thể đạt đường kính 15–20 m.
Hiện nay ở Việt Nam được trồng rất nhiều ở các nơi như là Kiên Giang, Châu Đốc và Ninh Thuận.

## Lá sầu đâu
Lá sầu đâu có màu xanh, vị đắng, hậu ngọt, tính mát, hoa thì ít đắng hơn và thơm. Hàng năm, vào khoảng tháng 10 đến tháng giêng âm lịch, cây sầu đâu bắt đầu thay lá, ra hoa. Người dân thường hái lá sầu đâu để ăn và bán.
Lá sầu đâu đã được khoa học chứng minh sự hữu hiệu trong việc phòng ngừa và chữa trị bệnh. Từ xa xưa, người Ấn Độ đã dùng lá sầu đâu để làm thuốc hạ đường huyết, chống viêm, chống ung thư, kháng khuẩn, kháng nấm, chữa sốt rét. Ngoài ra nó còn có tác dụng chống oxy hóa tế bào và kháng các tác nhân gây đột biến gen hoặc ung thư và có thể trị được các bệnh như là: tiểu đường, chứng ngứa âm hộ, bệnh ghẻ...
Lá sầu đâu là nguyên liệu chính để làm món gỏi sầu đâu. Lá trụng với nước sôi (hay ngon nhất là trụng với nước cơm sôi, được nấu bằng củi) cho bớt vị đắng. Thịt ba rọi luộc, xắt mỏng. Tôm sú luộc, bỏ vỏ. Khô sặc rằn nướng xé nhỏ. Dưa leo và xoài xanh bằm sợi. Trộn đều tất cả với nước mắm ớt pha chua, ngọt cho vừa khẩu vị. Rắc thêm một ít rau thơm, ngò rí, đậu phộng giã giập, thêm vài lát ớt vào dĩa gỏi cho có màu sắc hấp dẫn.

## Trong văn hóa
Trong văn học Việt Nam, nhà văn Nhã Ca là tác giả cuốn tiểu thuyết Mưa trên cây sầu đông lấy cây sầu đâu, một đặc thụ của Huế, làm bối cảnh cho cuộc tình giữa một người lính Việt Nam Cộng hòa và một cô gái Huế trong Chiến tranh Việt Nam vào cuối thập niên 1960.

## Hình ảnh

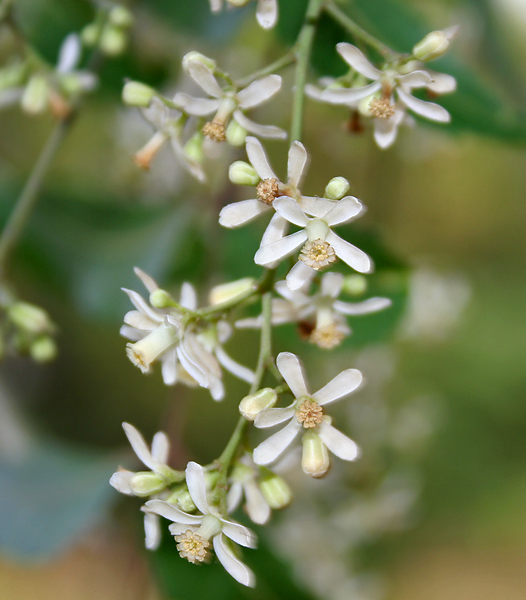
Hoa ở Hyderabad, Ấn Độ
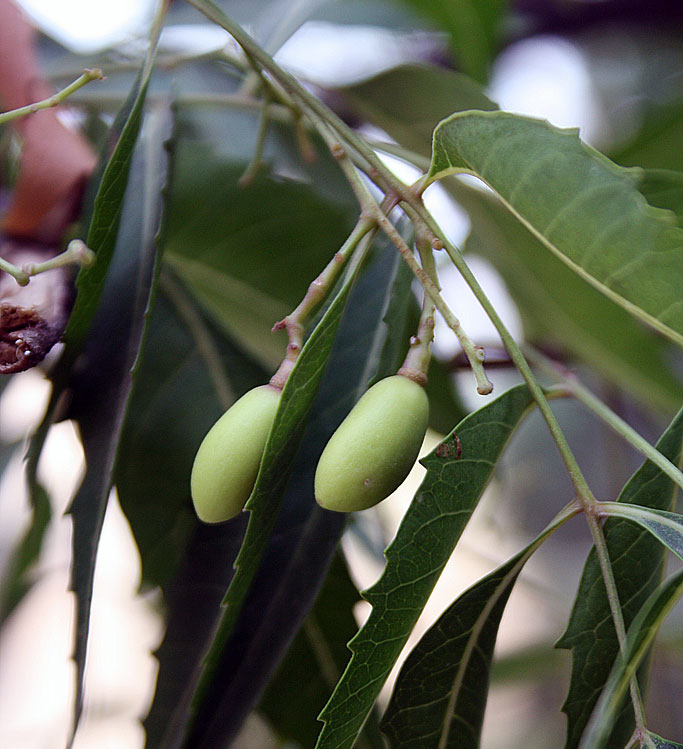
Quả ở Chennai, Ấn Độ
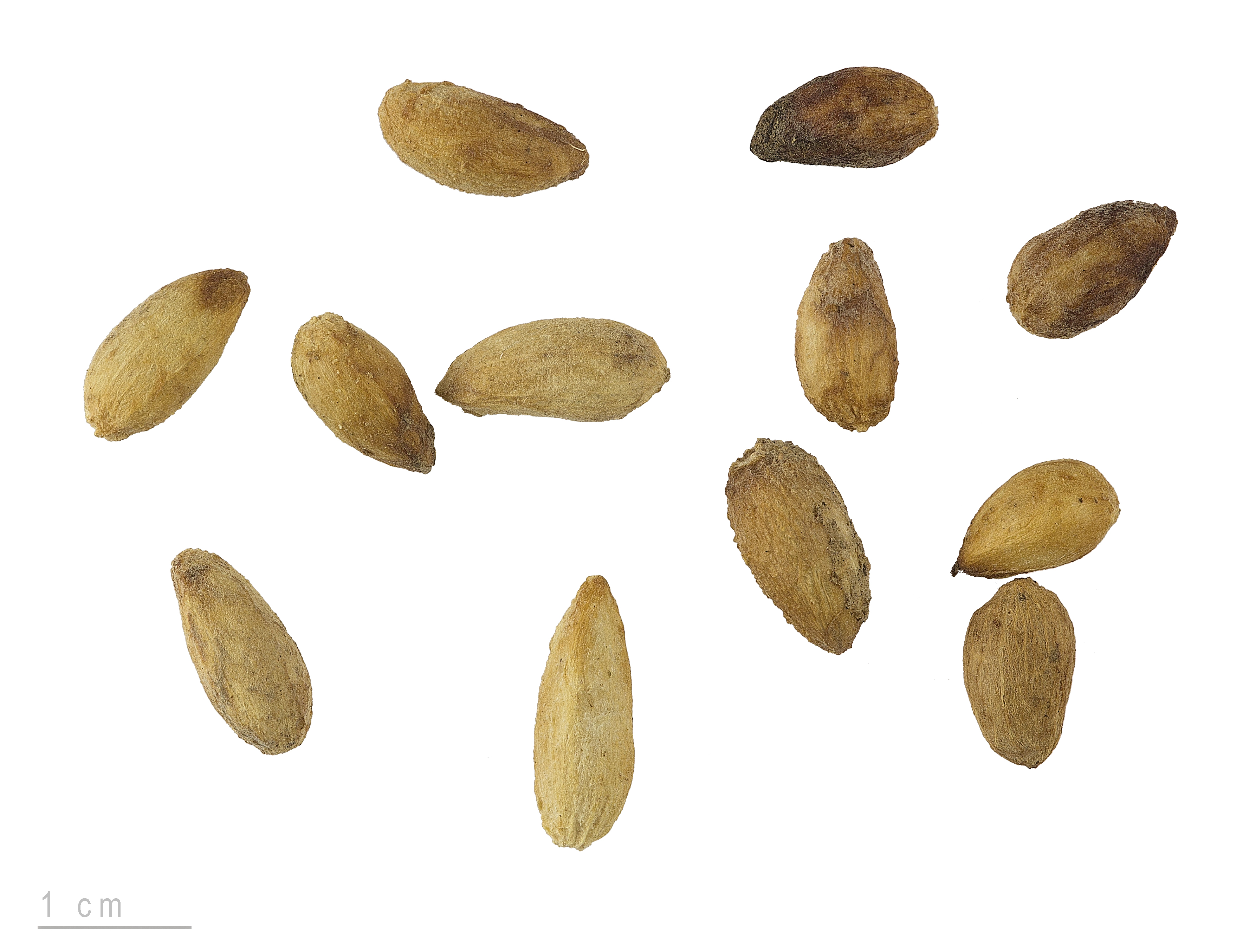
Azadirachta indica - Museum specimen